# Georg Bräuherr
Georg Bräuherr (* 21. März 1922; † 13. Dezember 2015) war ein deutscher Kommunalpolitiker der Christlich-Sozialen Union in Bayern (CSU).

## Leben
Bräuherr belegte 1944 den „18. Führerbewerberlehrgang für germanische SS-Führerbewerber“ an der SS- und Waffen-Junkerschule Tölz. Die Teilnehmer waren der Nachwuchs der Waffen-SS. „Nach erfolgreich beendetem Führerlehrgang kehrten alle Teilnehmer als SS-Standartenjunker (SS-Scharführer) bzw. als SS-Standartenoberjunker (SS-Hauptscharführer) zu ihren Stammeinheiten zurück. Dort wurden sie rasch zum SS-Untersturmführer (aktiv) oder zum SS-Untersturmführer der Reserve befördert. […...] Nach einer Stichprobe im Dezember 1938 verrichteten etwa 18 Prozent der an SS-Junkerschulen ausgebildeten Führer in den Konzentrationslagern ihren Dienst.“.
In anderen Unterlagen der SS erscheint er als "SS-Rottenführer" des "SS-Infanterie-Ersatz Bataillon G." Bisher wurde dieser Aspekt in der Vita des Politikers nie aufgearbeitet.
Georg Bräuherr trat im Jahr 1963 in die CSU ein. Bei der darauffolgenden Kommunalwahl wurde er in den Straubinger Stadtrat gewählt. In den Jahren von 1972 bis 1990 war er Bürgermeister. Im Jahr 2009 legte er unter dem Titel So war es – mein geliebtes Straubing eine Autobiografie vor.
Georg Bräuherr starb am 13. Dezember 2015 im Alter von 93 Jahren.

## Ehrungen
- 1983: Verdienstkreuz am Bande der Bundesrepublik Deutschland

## Publikationen
- So war es – mein geliebtes Straubing – Straubing: Attenkofer, 2009